# Skara Brae
A Skara Brae kőből épült neolitikus település, mely az Orkney-szigetek legnagyobb szigetén, a Mainland szigeten található, Skócia északi részén. A település nyolc kőből épült, földbe süllyesztett házból áll, melyeket időszámításunk előtt 3180-tól i. e. 2500-ig laktak lakói. Mint Európa legjobb épségben megmaradt kőkori települése elnyerte a világörökségi helyszín státuszt az UNESCO-tól. A falu régebben épült, mint a Stonehenge, vagy a Gízai nagy piramis. A települést a Skót Pompeii néven is szokták emlegetni, mivel rendkívül jó állapotban maradt az utókorra.

## Felfedezése
1850 telén egy szokatlanul heves vihar tört rá Skóciára, amelynek következtében mintegy 200 ember életét vesztette és a vihar során igen súlyos károk keletkeztek. A Skail-öbölben egy szabálytalan alakú halom tetejét megbontotta a vihar és a közelben lakó falubeliek a vihar elültével e dombon fedetlen kőházakat találtak a földben. William Watt of Skaill, a helyi skót földesúr amatőr régészeti feltárásba kezdett a helyszínen, ám miután 4 házat feltártak, az ásatás abbamaradt 1868-ban. A hely sértetlen maradt 1913-ig, amikor is egyetlen hétvége leforgása alatt ismeretlen tettesek lapátokkal és ásókkal feltúrták a területet, és eddig ismeretlen mennyiségű és meghatározatlan kőkori emléket tulajdonítottak el. 1924-ben egy, az 1850-eshez hasonló vihar újabb maradványokat hozott felszínre, amelynek következtében nagyobb biztonságba helyezték a helyszínt, és elkezdődött az alaposabb feltárás. A feltárást az Edinburghi Egyetem professzora, Vere Gordon Childe vezette, aki 1927 közepén látogatott el a helyszínre.

## Kőkori életmód
Skara Brae lakói készítői és egyben használói is voltak rovátkolt agyagedényeiknek, melyek sajátosan jellemzőek Észak-Skócia vidékére ebben az időszakban, ugyanakkor ezen edénykészítési és díszítési technika nem sokkal a település megjelenése előtt alakult ki a vidéken. A kőházakat földbe vájt, süllyesztett technológiával építették, mely védelmet nyújtott a zord időjárási körülmények ellen, ugyanakkor a kőkori háztartási hulladék is lassanként belepte a környéket. A lakóházak átlagos mérete 40 négyzetméter körüli, amelynek nagy részét egy négyzet alakú, kőfallal körülölelt szoba tette ki, ahol a tűzhely is volt, melyet sütésre és fűtésre használtak. A házak száma alapján Skara Brae lakóinak száma nem igazán haladta meg az ötven főt.
Nem tudjuk, hogy Skara Brae lakói voltaképpen mit is használtak égetésre. Gordon Childe meggyőződése, hogy a helyi lakosság tőzeget használt fűtésre, viszont a helyi növényzet tüzetesebb vizsgálatai arra engednek következtetni, hogy a vidéken a körülmények nem tették lehetővé vastagabb tőzegtakaró kialakulását. Más vélekedések alapján a tenger által partra sodort uszadékfát, vagy állati trágyát használtak a kőkori lakosok helységeik fűtésére.

## Fordítás
Ez a szócikk részben vagy egészben  a   Skara Brae című angol Wikipédia-szócikk ezen változatának fordításán alapul.  Az eredeti cikk szerkesztőit annak laptörténete sorolja fel. Ez a jelzés csupán a megfogalmazás eredetét és a szerzői jogokat jelzi, nem szolgál a cikkben szereplő információk forrásmegjelöléseként.